# 内吉米·根恰尔普
内吉米·根恰尔普（土耳其語：Necmi Gençalp，1960年1月1日—），土耳其男子摔跤运动员。他曾代表土耳其参加1988年夏季奥林匹克运动会摔跤比赛，获得男子自由式82公斤级银牌。